# Diego Rossi
Diego Martín Rossi Marachlian (Montevidéu, 5 de março de 1998) é um futebolista uruguaio que atua como atacante. Atualmente joga no Columbus Crew.

## Carreira

### Peñarol
Em 16 de janeiro de 2016, estreou na vitória por 1–0 contra o Cerro Porteño no Estádio Centenário. Jogou seu primeiro jogo com 17 anos e 317 dias, usou a camisa número 9.
Estreou oficialmente com o Peñarol em 19 de abril de 2016, na vitória sobre o Sporting Cristal por 4–3, no último jogo da fase de grupos da Copa Libertadores 2016. Jogou seu primeiro jogo oficial com 18 anos e 45 dias, usou a camisa de número 17.
Em 24 de abril de 2016, na vitória contra o Rentistas por 3–1, fez seu primeiro gol como profissional, com 18 anos e 50 dias, usou a camisa número 22.

### Los Angeles FC
Em 14 de dezembro de 2017, foi anunciado como reforço do clube da MLS, Los Angeles FC. Noticiou-se que a transferência foi em torno de 4 milhões de dólares, o jogador foi apresentado com a camisa de número 9.

## Estatísticas
Atualizado até 20 de fevereiro de 2022

### Clubes
| Clube              | Temporada         | Campeonato nacional | Campeonato nacional | Campeonato nacional | Copa nacional[a] | Copa nacional[a] | Copa nacional[a] | Competições continentais[b] | Competições continentais[b] | Competições continentais[b] | Outros torneios[c] | Outros torneios[c] | Outros torneios[c] | Total | Total | Total   |
| Clube              | Temporada         | Jogos               | Gols                | Assist.             | Jogos            | Gols             | Assist.          | Jogos                       | Gols                        | Assist.                     | Jogos              | Gols               | Assist.            | Jogos | Gols  | Assist. |
| ------------------ | ----------------- | ------------------- | ------------------- | ------------------- | ---------------- | ---------------- | ---------------- | --------------------------- | --------------------------- | --------------------------- | ------------------ | ------------------ | ------------------ | ----- | ----- | ------- |
| Peñarol            | 2015–16           | 6                   | 1                   | 0                   | —                | —                | —                | 2                           | 0                           | 0                           | 1                  | 1                  | 0                  | 9     | 2     | 0       |
| Peñarol            | 2016              | 6                   | 1                   | 1                   | —                | —                | —                | —                           | —                           | —                           | —                  | —                  | —                  | 6     | 1     | 1       |
| Peñarol            | 2017              | 31                  | 10                  | 9                   | —                | —                | —                | 3                           | 0                           | 1                           | 2                  | 0                  | 0                  | 36    | 10    | 10      |
| Peñarol            | Total             | 43                  | 12                  | 10                  | 0                | 0                | 0                | 5                           | 0                           | 1                           | 3                  | 1                  | 0                  | 51    | 13    | 11      |
| Los Angeles Galaxy | 2018              | 32                  | 12                  | 8                   | 4                | 5                | 1                | —                           | —                           | —                           | 1                  | 0                  | 0                  | 37    | 17    | 9       |
| Los Angeles Galaxy | 2019              | 34                  | 16                  | 9                   | 3                | 1                | 0                | —                           | —                           | —                           | 2                  | 1                  | 0                  | 39    | 18    | 9       |
| Los Angeles Galaxy | 2020              | 19                  | 14                  | 4                   | —                | —                | —                | 5                           | 2                           | 0                           | 2                  | 2                  | 0                  | 26    | 18    | 4       |
| Los Angeles Galaxy | 2021              | 19                  | 6                   | 1                   | 0                | 0                | 0                | —                           | —                           | —                           | 0                  | 0                  | 0                  | 19    | 6     | 1       |
| Los Angeles Galaxy | Total             | 104                 | 48                  | 21                  | 7                | 6                | 1                | 5                           | 2                           | 0                           | 5                  | 3                  | 0                  | 121   | 59    | 22      |
| Fenerbahçe         | 2021–22           | 19                  | 2                   | 5                   | 2                | 0                | 0                | 6                           | 0                           | 0                           | —                  | —                  | —                  | 27    | 2     | 5       |
| Fenerbahçe         | Total             | 19                  | 2                   | 5                   | 2                | 0                | 0                | 6                           | 0                           | 0                           | 0                  | 0                  | 0                  | 27    | 2     | 5       |
| Total na carreira  | Total na carreira | 166                 | 62                  | 36                  | 9                | 6                | 1                | 16                          | 2                           | 1                           | 8                  | 4                  | 0                  | 199   | 74    | 38      |

- a. ^ Jogos da U.S. Open Cup e Copa da Turquia
- b. ^ Jogos da Copa Libertadores da América, Copa Sul-Americana, Liga dos Campeões da CONCACAF e Liga Europa da UEFA
- c. ^ Jogos do Playoffs do Campeonato Uruguaio e MLS Cup Playoffs

### Seleção Uruguaia
Abaixo estão listados todos jogos, gols e assistências do futebolista pela Seleção Uruguaia, desde as categorias de base. Abaixo da tabela, clique em expandir para ver a lista detalhada dos jogos de acordo com a categoria selecionada.
Sub-15
| Ano   |       |      |         |       |
| Ano   | Jogos | Gols | Assist. | Média |
| ----- | ----- | ---- | ------- | ----- |
| 2013  | 23    | 11   | 0       | 0,47  |
| Total | 23    | 11   | 0       | 0,47  |

|     | Data                   | Local                                                    | Resultado | Adversário     | Gol(s) | Competição                 |
| --- | ---------------------- | -------------------------------------------------------- | --------- | -------------- | ------ | -------------------------- |
| 1.  | 6 de janeiro de 2013   |                                                          | 1–1       | Cólon          | 0      | Torneio Tahuichi Aguilera  |
| 2.  | 7 de janeiro de 2013   |                                                          | 7–0       | Cruz Azul      | 1      | Torneio Tahuichi Aguilera  |
| 3.  | 8 de janeiro de 2013   |                                                          | 0–0       | Cerro Porteño  | 0      | Torneio Tahuichi Aguilera  |
| 4.  | 29 de maio de 2013     |                                                          | 3–0       | Tadjiquistão   | 0      | Caspian Cup 2013           |
| 5.  | 1 de junho de 2013     |                                                          | 1–2       | Japão          | 0      | Caspian Cup 2013           |
| 6.  | 2 de junho de 2013     |                                                          | 1–1       | Uzbequistão    | 0      | Caspian Cup 2013           |
| 7.  | 4 de junho de 2013     |                                                          | 3–2       | Bulgária       | 2      | Caspian Cup 2013           |
| 8.  | 25 de julho de 2013    | Estádio Jardines del Hipódromo, Montevidéu               | 4–2       | Peru           | 1      | Amistoso                   |
| 9.  | 27 de julho de 2013    | Estádio Luis Franzini, Montevidéu                        | 0–3       | Peru           | 0      | Amistoso                   |
| 10. | 10 de agosto de 2013   | Cidade do México                                         | 6–1       | Panamá         | 2      | Copa México de Nações 2013 |
| 11. | 11 de agosto de 2013   | Cidade do México                                         | 2–2       | Brasil         | 0      | Copa México de Nações 2013 |
| 12. | 12 de agosto de 2013   | Cidade do México                                         | 1–3       | Estados Unidos | 0      | Copa México de Nações 2013 |
| 13. | 14 de agosto de 2013   | Cidade do México                                         | 3–3       | Colômbia       | 0      | Copa México de Nações 2013 |
| 14. | 16 de agosto de 2013   | Cidade do México                                         | 2–0       | Estados Unidos | 1      | Copa México de Nações 2013 |
| 15. | 18 de agosto de 2013   | Estádio Azteca, Cidade do México                         | 0–1       | Argentina      | 0      | Copa México de Nações 2013 |
| 16. | 18 de outubro de 2013  | Estádi Olimpia                                           | 3–2       | Paraguai       | 0      | Amistoso                   |
| 17. | 29 de outubro de 2013  | Parque Vieira, Montevidéu                                | 3–2       | Paraguai       | 1      | Amistoso                   |
| 18. | 29 de outubro de 2013  | Parque Vieira, Montevidéu                                | 2–1       | Paraguai       | 0      | Amistoso                   |
| 19. | 31 de outubro de 2013  | Estádio Parque Capurro, Montevidéu                       | 0–0       | Paraguai       | 0      | Amistoso                   |
| 20. | 17 de novembro de 2013 | Estádio Gilberto Parada, Montero                         | 0–0       | Brasil         | 0      | Sul-Americano Sub-15 2013  |
| 21. | 19 de novembro de 2013 | Estádio Ramón Tahuichi Aguilera, Santa Cruz de la Sierra | 2–2       | Chile          | 2      | Sul-Americano Sub-15 2013  |
| 22. | 21 de novembro de 2013 | Estádio Ramón Tahuichi Aguilera, Santa Cruz de la Sierra | 0–1       | Colômbia       | 0      | Sul-Americano Sub-15 2013  |
| 23. | 23 de novembro de 2013 | Estádio Ramón Tahuichi Aguilera, Santa Cruz de la Sierra | 4–2       | Venezuela      | 1      | Sul-Americano Sub-15 2013  |

Sub-17
| Ano   |       |      |         |       |
| Ano   | Jogos | Gols | Assist. | Média |
| ----- | ----- | ---- | ------- | ----- |
| 2014  | 14    | 5    | 0       | 0,35  |
| 2015  | 9     | 3    | 0       | 0,33  |
| Total | 23    | 8    | 0       | 0,34  |

|     | Data                   | Local                              | Resultado | Adversário | Gol(s) | Competição                |
| --- | ---------------------- | ---------------------------------- | --------- | ---------- | ------ | ------------------------- |
| 1.  | 13 de maio de 2014     | Estádio La Arboleda, Assunção      | 3–0       | Paraguai   | 0      | Amistoso                  |
| 2.  | 15 de maio de 2014     | Estádio Ricardo Gregor, Assunção   | 0–2       | Paraguai   | 0      | Amistoso                  |
| 3.  | 30 de maio de 2014     | Complexo Celeste, Montevidéu       | 1–2       | Paraguai   | 0      | Amistoso                  |
| 4.  | 23 de setembro de 2014 | Complexo FPF, San Luis             | 5–0       | Peru       | 0      | Amistoso                  |
| 5.  | 25 de setembro de 2014 | Complexo FPF, San Luis             | 3–0       | Peru       | 1      | Amistoso                  |
| 6.  | 8 de outubro de 2014   | Beaublanc Stadium, Limoges         | 2–2       | Ucrânia    | 1      | Torneio de Limoges        |
| 7.  | 10 de outubro de 2014  | Beaublanc Stadium, Limoges         | 3–1       | França     | 0      | Torneio de Limoges        |
| 8.  | 12 de outubro de 2014  | Beaublanc Stadium, Limoges         | 1–1       | Canadá     | 0      | Torneio de Limoges        |
| 9.  | 30 de outubro de 2014  | Complexo Celeste, Montevidéu       | 3–0       | Peru       | 0      | Amistoso                  |
| 10. | 1 de novembro de 2014  | Complexo Celeste, Montevidéu       | 4–1       | Peru       | 1      | Amistoso                  |
| 11. | 25 de novembro de 2014 | Estádio Saroldi, Montevidéu        | 2–0       | Argentina  | 1      | Amistoso                  |
| 12. | 25 de novembro de 2014 | Estádio Belvedere, Montevidéu      | 0–0       | Argentina  | 0      | Amistoso                  |
| 13. | 9 de dezembro de 2014  | Complexo Julio H. Grondona, Ezeiza | 2–2       | Argentina  | 1      | Amistoso                  |
| 14. | 11 de dezembro de 2014 | Complexo Julio H. Grondona, Ezeiza | 1–2       | Argentina  | 0      | Amistoso                  |
| 15. | 6 de março de 2015     | Estádio Dr. Nicolás Leoz, Assunção | 4–1       | Bolívia    | 0      | Sul-Americano Sub-17 2015 |
| 16. | 8 de março de 2015     | Estádio Feliciano Cáceres, Luque   | 2–1       | Argentina  | 0      | Sul-Americano Sub-17 2015 |
| 17. | 12 de março de 2015    | Estádio Deportivo Capiatá, Capiatá | 4–1       | Chile      | 2      | Sul-Americano Sub-17 2015 |
| 18. | 14 de março de 2015    | Estádio Deportivo Capiatá, Capiatá | 1–0       | Equador    | 0      | Sul-Americano Sub-17 2015 |
| 19. | 17 de março de 2015    | Estádio Feliciano Cáceres, Luque   | 0–1       | Equador    | 0      | Sul-Americano Sub-17 2015 |
| 20. | 20 de março de 2015    | Estádio Dr. Nicolás Leoz, Assunção | 1–0       | Colômbia   | 1      | Sul-Americano Sub-17 2015 |
| 21. | 23 de março de 2015    | Estádio Deportivo Capiatá, Capiatá | 2–3       | Brasil     | 0      | Sul-Americano Sub-17 2015 |
| 22. | 26 de março de 2015    | Estádio Dr. Nicolás Leoz, Assunção | 2–1       | Argentina  | 0      | Sul-Americano Sub-17 2015 |
| 23. | 29 de março de 2015    | Estádio Feliciano Cáceres, Luque   | 1–2       | Paraguai   | 0      | Sul-Americano Sub-17 2015 |

Sub-18
| Ano   |       |      |         |       |
| Ano   | Jogos | Gols | Assist. | Média |
| ----- | ----- | ---- | ------- | ----- |
| 2015  | 7     | 1    | 0       | 0,14  |
| Total | 7     | 1    | 0       | 0,14  |

|    | Data                  | Local                             | Resultado | Adversário     | Gol(s) | Competição                 |
| -- | --------------------- | --------------------------------- | --------- | -------------- | ------ | -------------------------- |
| 1. | 29 de abril de 2015   | Suwon World Cup Stadium, Suwon    | 0–1       | Coreia do Sul  | 0      | Suwon JS Cup Sub-18        |
| 2. | 1 de maio de 2015     | Suwon World Cup Stadium, Suwon    | 2–1       | França         | 0      | Suwon JS Cup Sub-18        |
| 3. | 3 de maio de 2015     | Suwon World Cup Stadium, Suwon    | 0–2       | Bélgica        | 0      | Suwon JS Cup Sub-18        |
| 4. | 11 de julho de 2015   | StubHub Center, Carson            | 2–1       | Estados Unidos | 0      | Quadrangular internacional |
| 5. | 13 de julho de 2015   | StubHub Center, Carson            | 1–1       | Tijuana        | 0      | Quadrangular internacional |
| 6. | 15 de julho de 2015   | StubHub Center, Carson            | 1–0       | Tchéquia       | 0      | Quadrangular internacional |
| 7. | 12 de outubro de 2015 | Estádio Luis Franzini, Montevidéu | 2–1       | Rússia         | 1      | Amistoso                   |

Sub-20
| Ano   |       |      |         |       |
| Ano   | Jogos | Gols | Assist. | Média |
| ----- | ----- | ---- | ------- | ----- |
| 2016  | 7     | 1    | 0       | 0,14  |
| 2017  | 3     | 0    | 1       | 0     |
| Total | 10    | 1    | 1       | 0,1   |

|    | Data                | Local                              | Resultado | Adversário | Gol(s) | Competição |
| -- | ------------------- | ---------------------------------- | --------- | ---------- | ------ | ---------- |
| 1. | 22 de março de 2016 | Estádio General Adrián Jara, Luque | 3–4       | Paraguai   | 1      | Amistoso   |
| 2. | 24 de março de 2016 | Estádio Feliciano Cáceres, Luque   | 2–2       | Paraguai   | 0      | Amistoso   |
| 3. | 31 de maio de 2016  | Estádio Parque Capurro, Montevidéu | 3–0       | Chile      | 0      | Amistoso   |

Sub-23 (Olímpico)
| Ano   |       |      |         |       |
| Ano   | Jogos | Gols | Assist. | Média |
| ----- | ----- | ---- | ------- | ----- |
| 2020  | 6     | 1    | 1       | 0,16  |
| Total | 6     | 1    | 1       | 0,16  |

Seleção principal
| Ano   |       |      |         |       |
| Ano   | Jogos | Gols | Assist. | Média |
| ----- | ----- | ---- | ------- | ----- |
| 2020  | 0     | 0    | 0       | 0     |
| Total | 0     | 0    | 0       | 0     |

## Títulos
Peñarol
- Campeonato Uruguaio: 2015-16, 2017
- Campeonato Internacional de Verano: 2016

Fenerbahçe
- Copa da Turquia: 2022–23

Columbus Crew
- MLS Cup: 2023
- Copa das Ligas: 2024

Seleção Uruguaia
- Campeonato Sul-Americano Sub-20: 2017

### Prêmios individuais
- Melhor jogador da Copa México de Nações: 2013
- MLS All-Star: 2019,[60] 2021[61]
- MLS is Back Tournament Golden Boot: 2020[62]
- MLS is Back Tournament Young Player of the Tournament: 2020[63]
- MLS is Back Tournament Best XI: 2020[64]
- MLS Golden Boot: 2020[65]
- MLS Young Player of the Year: 2020[66]
- MLS Best XI: 2020[67]
- CONCACAF Champions League Team of the Tournament: 2020[68]
- Best MLS Player ESPY Award: 2021

### Artilharias
- Campeonato Uruguaio Sub-14: 2012 (42 gols)[69]
- Campeonato Uruguaio Sub-15: 2013 (25 gols)[70]
- Campeonato Uruguaio Sub-16: 2014 (25 gols)
- Campeonato Uruguaio Sub-17: 2015 (22 gols)[71]